# Bergings- en Identificatiedienst Koninklijke Landmacht
De Bergings- en Identificatiedienst Koninklijke Landmacht (BIDKL) een eenheid binnen de Nederlandse Koninklijke Landmacht die verantwoordelijk is voor het opsporen, bergen en identificeren van slachtoffers uit de Tweede Wereldoorlog. De eenheid is opgericht op 21 augustus 1945.
Zowel militairen als burgers worden door het BIDKL opgespoord, geborgen en geïdentificeerd. Ondanks dat de Tweede Wereldoorlog al meer dan 75 jaar voorbij is, worden er nog regelmatig stoffelijke resten gevonden. Als er een stoffelijk overschot wordt gemeld, is het BIDKL verantwoordelijk voor de opgraving en het onderzoek van het stoffelijk overschot. Gemiddeld heeft de BIDKL 40 lopende zaken per jaar.

## Geschiedenis
Het werk van de BIDKL vindt zijn oorsprong in artikel 17 van de Conventie van Genève van 27 juli 1929, waarin staat dat oorlogsvoerders de gesneuvelden eervol moeten begraven.
De voorganger van de BIDKL was de Gravendienst van het Nederlandse Rode Kruis, opgericht in 1938. Na de Tweede Wereldoorlog veranderde de naam in Dienst Identificatie en Berging (DIB). Hun taak was om gesneuvelde soldaten over te brengen naar speciaal ingerichte begraafplaatsen. Op 1 januari 1952 werd de DIB opgeheven en werden haar taken overgedragen aan de Gravendienst, die onder de Intendancetroepen viel.
Op divisieniveau werd de Gravendienstcompagnie ingedeeld bij een verzorgingspeloton. Het laagste niveau waarbij grafdienstpersoneel werd ingedeeld was een infanterieregiment. Hierin maakte het deel uit van een administratief peloton. De taak van de compagnie was het bergen, identificeren en een laatste rustplaats geven aan de stoffelijke resten van alle militairen op Nederlandse bodem.
In 1972 volgde de opheffing van de parate grafdienst en werden de taken overgedragen aan de mobiliseerbare eenheden. Twee specialisten van de gravendienst bleven achter om het mobiliseerbare personeel op te leiden. Door een aantal reorganisaties behoorde de BIDKL sinds 1998 tot het Logistiek Opleidingscentrum in Bussum, en vanaf 2005 hoort het BIDKL onder het Opleidings- en Trainingscentrum Logistiek.

De BIDKL was in 2007 medeoprichter van de Werkgroep Vermiste Personen Tweede Wereldoorlog. Deze werkgroep roept nabestaanden op DNA af te staan. Dat wordt vergeleken met DNA-profielen van onbekende oorlogsslachtoffers uit naamloze graven.

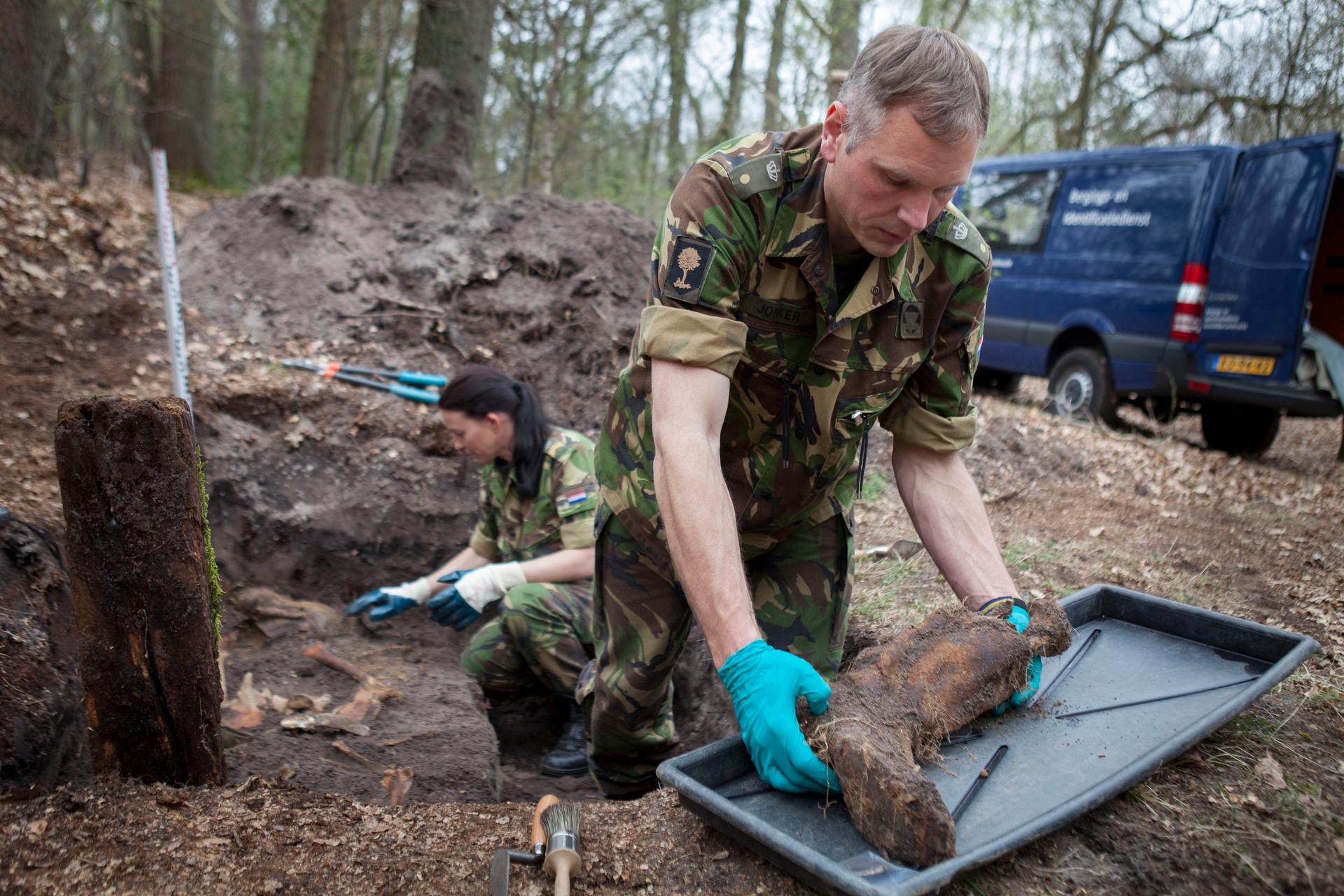
Restanten uit een graf worden geborgen door een medewerker van het BIDKL.

## de honderd van Loenen
Op 29 mei 2018 is de BIDKL samen met het Nederlands Forensisch Instituut (NFI) en het Landelijk Expertisecentrum Persoonsvermissingen (LOEP) begonnen met een project om ‘de honderd van Loenen' te identificeren. Deze 103 onbekende personen van de bijna vierduizend Nederlandse oorlogsslachtoffers die begraven zijn op het Nationaal Ereveld Loenen zijn onderzocht in het laboratorium van het BIDKL. Het doel hiervan was om hen alsnog te identificeren.
In Augustus 2023 heeft de BIDKL door middel van een DNA-verwantschapsonderzoek de stoffelijke resten geïdentificeerd van de Joodse verzetsman Bernard Luza, welke in 1943 door de Duitse bezetter werd gefusilleerd. Sinds 2013 lagen de resten van de verzetsman in een naamloos graf op het Nationaal Ereveld Loenen.

## Onderscheidingen
Op 13 februari 2019 zijn twee medewerkers van het BIDKL onderscheiden met de Medal Wojska Polskiego, een medaille van het Poolse leger. Dit vanwege de inspanning van de medewerkers bij het identificeren van in de tweede wereldoorlog omgekomen Poolse militairen.

## Externe koppelingen
- Documentaire: De 103 van Loenen (NTR)
- Documentaire: Andere Tijden: Ik wil weten wie je bent (NTR) (Deel 1) (Deel 2)